# ناحیه سرپانگ
ناحیه سرپانگ (به لاتین: Sarpang District) یکی از استان‌های بوتان بیست‌گانه کشور بوتان (کشور) است که در جنوب این کشور واقع شده‌است. ناحیه سرپانگ ۱٬۹۴۶ کیلومتر مربع مساحت و ۴۶٬۰۰۴ نفر جمعیت دارد.